# Lightstorm Entertainment
Lightstorm Entertainment är ett amerikanskt filmproduktionsbolag som år 1990 grundades av den kanadensisk-amerikanske filmregissören, filmproducenten och manusförfattaren James Cameron. Produktionsbolaget har medverkat i stora filmer som Terminator 2 - Domedagen och Titanic, som båda regisserades av Cameron själv. Lightstorm har även producerat samtliga av James Camerons filmer sedan det grundades.